# Willingale Spain
Willingale Spain var en civil parish, nu i civil parish Willingale, i distriktet Epping Forest i grevskapet Essex i England. Parish är belägen 11 km från Chelmsford. Parish hade 146 invånare år 1931. År 1946 blev den en del av den då nybildade Willingale.